# تونی یریچویچ
تونی یریچویچ (کرواتی: Toni Jeričević؛ زادهٔ ۱۷ ژوئیهٔ ۱۹۸۳) اهالی کسب‌وکار، بازیگر، مجری تلویزیون اهل کرواسی است. وی از سال ۲۰۰۶ میلادی تاکنون مشغول فعالیت بوده‌است.